# 아시안 하이웨이 123호선
아시안 하이웨이 123호선(AH123, 태국어: ทางหลวงเอเชียสาย 123)은 태국과 미얀마를 이어주는 아시안 하이웨이 노선으로, 총 연장은 747.5 km이다. 그러나 기점은 태국이 아닌 미얀마 다웨이를 시점으로 삼고 있으며, 종점은 빡토군으로 구성되어 있다. 그래서 해당 도로는 태국의 몇몇 국도 노선을 전용하는 것 외에도 중간에 쾌노이강이라는 지류를 통과하는 특색을 둔다. 통과하는 주요 도로는 아시안 하이웨이 2호선과 아시안 하이웨이 19호선이 있다.